# Combretum wandurraganum
Combretum wandurraganum är en tvåhjärtbladig växtart som beskrevs av Richard Evans Schultes. Combretum wandurraganum ingår i släktet Combretum och familjen Combretaceae. Inga underarter finns listade i Catalogue of Life.